# EU's bankunion
EU's bankunion er en ny EU-institution for alle eurolande samt øvrige medlemmer af EU, der ønsker at deltage. Dens grundlæggende elementer er et fælles overnationalt banktilsyn og fælles regler for afviklingen af nødlidende banker.

## Baggrund
Erfaringerne fra finanskrisen har vist, at tilsynet med de finansielle institutioner ikke har været lige effektivt i alle EU's medlemslande, samt at det har været de enkelte medlemslandes regeringer, der har været nødsaget til at stillet garantier eller optage lån for at hjælpe banksektoren igennem krisen.
Efter nogle års forhandlinger er der i foråret 2014 blevet enighed blandt EU’s medlemsstater om at oprette en bankunion i Eurozonen. For alle eurolandene er medlemskab af bankunionen obligatorisk, mens EU-lande uden for euroområdet frivilligt kan vælge at tilslutte sig.
De to hovedelementer i EU’s bankunion er et fælles banktilsyn (Fælles tilsynsmekanisme eller på engelsk Single Supervisory Mechanism, SSM) og en fælles afviklingsmekanisme for nødlidende banker (på engelsk Single Resolution Mechanism, SRM).
Erhvervsministeriet har i 2015 og 2019 udgivet rapporter om mulig dansk deltagelse i bankunionen, også kendt som det styrkede banksamarbejde. 

## Fælles tilsynsmyndighed
Den Europæiske Centralbank (ECB) får det overordnede ansvar for den fælles tilsynsmyndighed med de ca. 6.000 banker i deltagerlandene. ECB får dermed også beføjelse til at kræve en bank i et af medlemslandene lukket. ECB vil direkte føre tilsyn med de største ca. 150-200 banker, mens det daglige tilsyn med de øvrige fortsat vil blive ført af de nationale myndigheder (som i Danmark Finanstilsynet). SSM vil blive finansieret ved, at de pågældende banker betaler et gebyr.

## Fælles afviklingsmekanisme
Den fælles afviklingsmekanisme er endnu ikke definitivt på plads. Ifølge EU-Kommissionens forslag vil den fælles afviklingsmekansime blive suppleret af en fælles bankafviklingsfond på 55 mia. euro finansieret af banksektoren selv. De 55 mia. euro skal dog opbygges over en periode på 10 år.

## Holdninger til Danmarks deltagelse i bankunionen
Regeringspartierne S og R samt V og K har maj 2014 endnu ikke taget stilling til Danmarks eventuelle medlemskab af bankunionen. SF har som det foreløbig eneste parti erklæret sig som tilhænger af dansk deltagelse. DF, Enhedslisten og LA er imod dansk deltagelse i bankunionen.
Danmarks Nationalbank er tilhænger af, at Danmark tilslutter sig bankunionen med den begrundelse, at det i højere grad vil gøre det muligt at tilpasse bankunionens standarder til danske forhold og erfaringer, og at et fælles banktilsyn vil blive opfattet som et kvalitetsstempel. Det vil give deltagerlandenes banker en konkurrencefordel.
Økonomiprofessorerne Jesper Rangvid og Finn Østrup har omvendt været talsmænd for henholdsvis, at Danmark skal vente med at træffe beslutning om medlemskab (Jesper Rangvid) eller definitivt holde sig uden for unionen (Finn Østrup) Jesper Rangvid betegner bankunionen som det største integrationsskridt i EU siden euroens indførelse, da den vil medføre, at beslutningen om, hvorvidt en dansk bank skal lukkes, hvis den kommer i vanskeligheder, ikke længere vil blive taget af Danmark alene. Derfor opfordrer han til at få belyst fordele og ulemper til bunds, inden beslutningen træffes.

## Andre ikke-eurolandes beslutning
Storbritannien og Sverige har på forhånd valgt at stå uden for bankunionen.